# René Deguai
René Deguai, né le 6 décembre 1900 à Argenton-sur-Creuse et mort le 2 novembre 1978 à Tours,,, est un coureur cycliste français. Il évolue au niveau professionnel dans les années 1920 et 1930.

## Biographie
Il termine sa carrière vers 1938 sous les couleurs du Vélo Club de Tours.

## Palmarès
- 1923
  - 2e de Paris-Évreux
- 1926
  - Tours-Châtellerault-Tours
- 1927
  - 2e du Grand Prix de la Sarthe
  - 2e du Circuit du Bourbonnais
  - 3e d'Angers-Nantes-Angers
- 1928
  - Circuit de la Vienne
  - Tours-Châtellerault-Tours
  - 2e de Paris-L'Aigle
  - 2e de Poitiers-Saumur-Poitiers
  - 3e de Paris-Contres
- 1929
  - Circuit de la Vienne
  - Circuit du Maine-et-Loire
  - Tours-Châtellerault-Tours
  - Grand Prix de Saumur
- 1930
  - Circuit de l'Indre
  - Paris-Contres
  - Tours-Châtellerault-Tours
  - 2e du Circuit du Maine-et-Loire
  - 2e du Grand Prix de Saumur
- 1931
  - Tours-Châtellerault-Tours
  - 2e de Poitiers-Saumur-Poitiers
  - 2e du Circuit du Maine-et-Loire
  - 3e du Grand Prix de la Sarthe
- 1932
  - Paris-Châtellerault
  - Circuit du Maine-et-Loire
  - 2e du Grand Prix de Saumur
  - 3e du Grand Prix de la Sarthe
- 1934
  - 3e du Grand Prix de la Sarthe
  - 3e du Circuit des Deux-Sèvres
- 1935
  - 2e du Grand Prix de la Sarthe
- 1936
  - 3e du Circuit de la Vienne